# 濱野大輔
濱野 大輔（はまの だいすけ、1994年1月6日 - ）は、元ラグビーユニオン選手。

## 略歴
田園ラグビースクール（神奈川県）でラグビーを始めた。
桐蔭学園高校では主将を務めた。
2012年、帝京大学に入学。同年、U19日本代表に選ばれる。2013年、ジュニア・ジャパンに選ばれる。
2016年、リコーブラックラムズ(現・リコーブラックラムズ東京)に加入。同年9月10日に行われたジャパンラグビートップリーグ第3節のサントリーサンゴリアス戦にて先発出場で公式戦初出場を果たす。
2018年、リコーブラックラムズの主将に就任。
2024年3月、練習中に頸椎損傷の怪我を負う。
2025年5月、リコーブラックラムズ東京を退団し、選手引退する。